# لئون مورو
لئون مورو (فرانسوی: Léon Moreaux‎؛ ۱۰ مارس ۱۸۵۲ – ۱۱ نوامبر ۱۹۲۱) تیرانداز اهل فرانسه بود.